# 胡麗

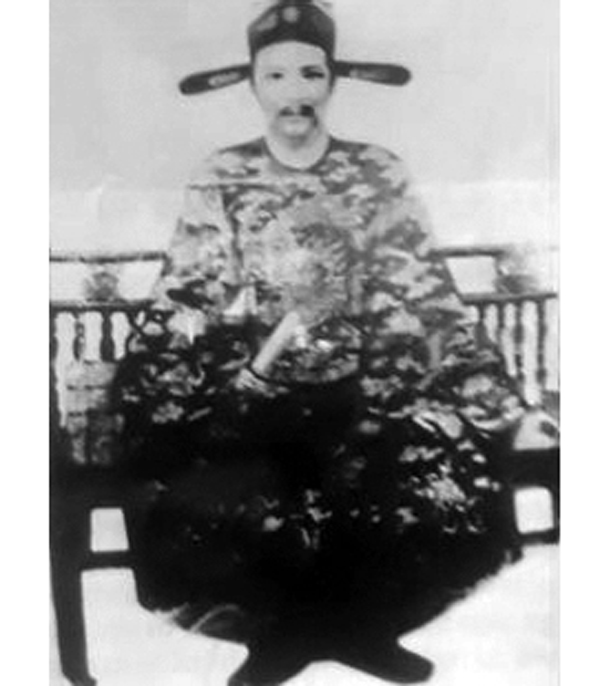
胡麗像

胡麗（越南语：／；1850年—1905年2月9日），越南阮朝官員。

## 生平
胡麗是廣南省奠磐府濰川縣富美總富美村（今屬廣南省濰川縣）人，嗣德三年（1850年）出生。嗣德二十三年（1870年），參加承天場鄉試，考中舉人。嗣德末，任鴻臚寺少卿，辦理戶部事務。嗣德三十六年（1883年）底，升鴻臚寺卿，後升署戶部右侍郎。咸宜元年（1885年）七月，以副欽差大臣身份陪同法國官員前往平定省勸諭勤王義兵。八月，回程經過廣南省，因胡麗是廣南省人，就地代理廣南巡撫一職，負責平息當地勤王義兵。十月，因工作不力，回京待罪。次年（1886年），復為戶部侍郎，充辦理內閣事務。同慶二年（1887年）九月，升戶部右參知，兼管都察院，接替陳劉慧。十月，獲賜一枚龍佩星，實授右參知。同慶三年（1888年），轉往北圻經略衙任職，擔任商佐。
成泰元年（1889年）八月，胡麗召還回京，後改任平富護督。成泰四年（1892年）五月，升署平富總督。次年（1893年）三月，阮紳改任平富總督，胡麗回京候職。七月，改署工部尚書，充任經筵講官。成泰六年（1894年），胡麗出為安靜總督。成泰九年（1897年）七月，改授刑部尚書。但不久去職養病。成泰十四年（1902年）十二月，改授兵部尚書，充機密院大臣。
成泰十六年（1904年）四月，工部尚書陶進因工部屬員受賄事發，帶原銜致事，工部事務由胡麗兼理。同月，晉封為安良子。八月，胡麗因病離職。
成泰十七年正月初六日（1905年2月9日），胡麗病逝，享年五十六歲。追授協辦大學士。